# Росмэн
«Росмэ́н» — российское книжное издательство, специализирующееся на выпуске книжной продукции для детей и подростков, а также интернет-магазин.

## История
Издательство было образовано в 1992 году. С 2008 года специализируется на выпуске книжной продукции для детей и подростков. В 2009 году издательство учредило ежегодный конкурс в области детской и юношеской литературы «Новая детская книга», ставший лауреатом профессиональной премии книжного рынка «Ревизор» в номинации «Лучший проект по продвижению книг и чтения». В портфеле издательства около 3000 наименований продукции. Росмэн является участником общенациональной правительственной программы в поддержку чтения, постоянным членом и участником профессиональных сообществ и организаций отрасли товаров для детей.
С 2010 года компания занимается также производством и дистрибуцией детских игрушек, товаров для творчества и праздника. В ассортименте компании представлены бренды «Герои в масках», «Свинка Пеппа», «Щенячий патруль» и другие. По состоянию на 2018 год Росмэн входит в пятёрку крупнейших издательств России.
В 2013 году издательство прекратило выпуск переводных книг о Гарри Поттере, являясь эксклюзивным издателем в России с 1999 года. Переводы издательства вызывали негативные отзывы читателей и филологов.
В 2014 году был создан Клуб любителей фэнтези от «Росмэн» Terra Incognita. Во встречах клуба принимают участие авторы фэнтези, разыгрываются разнообразные призы. В 2016 году клуб Terra Incognita был награждён профессиональной премией книжного рынка «Ревизор» в номинации «Лучший проект по продвижению книг и чтения».

## Деятельность
Росмэн издаёт следующие категории литературы.
- Детская художественная литература представлена сериями «Внеклассное чтение», «Все лучшие сказки», «Детская библиотека Росмэн», «Новая детская книга», «Дедморозовка», книги про умную собачку Соню, книги о корове Лизелотте, книги А. Орловой про приключения грузовика и прицепа, книги З. Милера про Кротика.
- Художественная литература для подростков и молодежи представлена сериями «Часодеи» Н. Щерба; «Миры Санкт-Эринбурга» Евгений Гаглоев; «Дарители» Е. Соболь; «Макабр» М. Нокс; «Живые» В. Еналь; «Эрагон» К. Паолини.
- Научно-познавательная литература представлена познавательными энциклопедиями серий «Детская энциклопедия», «Энциклопедия детского сада», «Детская энциклопедия Росмэн»[8].
- Развивающие и обучающие издания: «Школа для дошколят», курс по изучению английского языка, «Умные карточки», «Говорим правильно».
- Издания для досуга и хобби: раскраски, игры, альбомы наклеек, в том числе с анимационными героями.

## Награды
- В 2016 году цикл книг Е. Соболь «Дарители» был удостоен международной детской литературной премии имени В. П. Крапивина в 2016 году[9].
- В 2016 году на Всероссийском конкурсе книжной иллюстрации «Образ книги» победила Кристина Леви с иллюстрациями к книге Я. И. Перельмана «Физика на каждом шагу»[10].
- Литературная премия им. Антона Дельвига «Золотой Дельвиг»[11].
- Литературная премия «Ясная Поляна»[12].
- В категории канцелярских товаров компания «Росмэн» и бренд «Маша и Медведь» были удостоены премии «Золотая скрепка» в номинации Бренд года в 2012 году[13][14].